# UQ Holder!
UQ Holder! (ユーキュー ホルダー), ou UQ Holder!: Magister Negi Magi! 2, est un manga écrit et dessiné par Ken Akamatsu. Il est prépublié entre août 2013 et juin 2016 dans le magazine Weekly Shōnen Magazine de l'éditeur Kōdansha puis entre octobre 2016 et février 2022 dans le magazine Bessatsu Shōnen Magazine,, et un total de vingt-huit tomes sont commercialisés. La version française est éditée par Pika Édition depuis octobre 2014.
L'histoire se déroule dans le même univers que son précédent manga, Negima ! Le maître magicien, mais plusieurs décennies dans le futur, alors qu'un jeune garçon transformé en vampire rejoint une organisation secrète composée d'immortels.
Une adaptation en anime par le studio J. C. Staff est diffusée pour la première fois entre octobre et décembre 2017 sur Tokyo MX au Japon et en simulcast sur Wakanim dans les pays francophones.

## Synopsis
L'histoire prend place en 2086, dix ans après que la magie a été révélée au monde. Tōta Konoe est un jeune garçon qui a toujours rêvé de quitter son village natal et de découvrir ce qui se trouve au sommet de l'énorme tour de la capitale, mais son professeur et gardien Yukihime affirme que ce ne lui sera possible qu'une fois qu'il l'aura battu, un exploit qui lui semble justement impossible. Cependant, une fois Tōta mortellement blessé par un ennemi qui en a après Yukihime, celle-ci se révèle être un vampire et lui sauve la vie en le transformant en un membre de son espèce. Ainsi commencent les aventures de Tōta dans le monde des êtres immortels, dans une organisation où la magie et la technologie sont très avancées au point d’en être presque indiscernables.

## Personnages
Tôta Konoe (近衛 刀太, Konoe Tōta)
Voix japonaise : Yuka Takakura
Personnage principal de la série, il est âgé de 14 ans. Il a été élevé par Yukihime après que ses parents soient décédés. Après avoir été mortellement blessé en tentant de protéger Yukihime, il est transformé en vampire par cette dernière, devenant un être immortel. Toujours gai et optimiste, il est le petit-fils de Negi Springfield, un légendaire magicien (et personnage principal du manga Negima!) et aurait un lien de parenté avec Konoka Konoe, une ancienne élève de Negi dans Negima!. Par la suite, Tôta reçoit une épée - l'épée de gravité - qui peut voir son poids augmenté ou diminué des milliers de fois selon la volonté de son manieur. Il est révélé que, tout comme Yukihime et Negi, son corps possède le pouvoir secret de la "Magia Erebia" qui lui permet d'absorber la magie dans son corps et de la lier à son âme. Il est le membre n°7 au UQ Holder. Il serait une "copie ratée" de son grand-père.
Yukihime (雪姫) / Evangeline A.K. McDowell (エヴァンジェリン・A.K.・マクダウェル, Evanjerin A.K. Makudaweru)
Vampire immortel de 700 ans et autre personnage principal de la série Negima!. Après avoir choisi des chemins séparés de ses camarades de l'Ecole Mahora, Evangeline adopta le surnom "Yukihime" (littéralement "Princesse des neiges") et fonda l'organisation secrète "UQ Holder" pour les êtres immortels (et devient le membre n°1). Elle apparait généralement comme étant une grande femme et attrayante. Elle devient la tutrice de Tôta après la mort de ses parents, le transformant plus tard en vampire afin de sauver sa vie. Elle devient le maître de Tôta et de Kurômaru.
Kurômaru Tokisaka (時坂 九郎丸, Tokisaka Kuroumaru)
Assassin de 14 ans envoyé afin de tuer Yukihime. Il est vaincu par Tôta qui le convainc de devenir son ami et frère d'armes. Comme lui aussi affiche des traits de l'immortalité, Kurômaru accompagne Tôta et Yukihime pour rejoindre le UQ Holder (dont il sera le membre n°11). Prétendant être un garçon, Kurômaru affiche une apparence androgyne, et son comportement féminin le fait paraître comme étant une fille. En vérité, Kurômaru vient d'une tribu de demi-humains, où les enfants sont nés asexués mais deviennent homme ou femme dès l'âge de 16 ans. Kurōmaru affirme qu'il veut devenir un homme et rester aux côtés de Tôta comme frère d'armes, mais éprouve des sentiments envers lui. Kurōmaru est semblable en apparence avec Setsuna Sakurazaki de Negima!, qui était aussi la meilleure amie de Konoka Konoe et tout comme elle, est un adepte du style de combat de l'école Shinmei-ryū de Kyoto.
Karin (夏凛)
Membre n°4 au UQ Holder. Elle est très dévouée à Yukihime et est jalouse de la relation étroite entre elle et Tôta. Son immortalité provient de l'origine divine : toutes ses blessures guérissent instantanément au lieu de se régénérer rapidement, comme chez la plupart des immortels. À cause de cela, elle a été accusée d'être une sorcière et fut poursuivie quand elle était enfant il y a des siècles.
Kirié Sakurame (桜雨 キリヱ, Sakurame Kirie)
Membre n°9 au UQ Holder. C'est une jeune fille extrêmement riche et le principal bailleur de fonds de l'organisation. Elle a le pouvoir de remonter le temps : pour éviter les événements indésirables comme sa propre mort, elle revient à des instants précis dans le temps en marquant au sol ce qu'elle qualifie de "points de sauvegarde". Elle a également le pouvoir d'apporter d'autres personnes avec elle quand elle remonte dans le temps, en leur effaçant les événements passés.
Fate Averruncus (フェイト・アーウェルンクス)
Un des personnages du manga Negima!, il était rival et compagnon principal de Negi Springfield. Il est qualifié actuellement comme étant le sorcier le plus puissant de tout le système solaire et s'oppose au UQ Holder pour des raisons encore inexpliquées.

## Manga

### Découpage des chapitres
1. Arc UQ Holder (chapitres 1 à 11)
2. Arc Première mission (chapitres 12 à 30)
3. Arc Capture de Fate (chapitres 31 à 42)
4. Arc Infiltration (chapitres 43 à 61)
5. Arc Tournoi de Mahora (chapitres 62 à ...)

### Liste des volumes
| no | Japonais          | Japonais          | Français          | Français          |
| no | Date de sortie    | ISBN              | Date de sortie    | ISBN              |
| --- | ----------------- | ----------------- | ----------------- | ----------------- |
| 1 | 17 décembre 2013  | 978-4-06-394990-2 | 1er octobre 2014  | 978-2-8116-1604-5 |
| Personnages en couverture (de gauche à droite) : Kurômaru, Tôta, YukihimeListe des chapitres : - Niveau 1 - La belle blonde et son protégé (美女と少年, Bijo to Shōnen) - Niveau 2 - Être immortel, c'est trop naze ! (不老不死なんて！, Furōfushi Nante!) - Niveau 3 - Je pensais que nous aurions pu être amis (仲良くできると思った, Nakayoku Dekiru to Omotta) - Niveau 4 - Le plan habile de Tôta (刀太の奇策, Tōta no Kisaku) - Niveau 5 - Petite halte et amitié virile (旅の休息、男のロマン, Tabi no Kyūsoku, Otokonoroman) - Niveau 6 - Que nous réserve le futur ? (一寸先は？, Itsusunsaki Wa?) |                   |                   |                   |                   |
| 2 | 17 mars 2014      | 978-4-06-395037-3 | 1er octobre 2014  | 978-2-8116-1605-2 |
| Personnages en couverture (de gauche à droite) : Karin, Kurômaru Personnages au verso : TôtaListe des chapitres : - Niveau 7 - UQ Holder (UQホルダー, Yūkyū Horudā) - Niveau 8 - Le pouvoir du leader (リーダーの力, Rīdā no Chikara) - Niveau 9 - Début de l'entraînement (修行開始, Shugyō Kaishi) - Niveau 10 - La lame de gravité (重力剣, Jūryoku Ken) - Niveau 11 - Démonstrisation (魔獣退治, Majū Taiji) - Niveau 12 - Première mission (初任務, Hatsu Ninmu) - Niveau 13 - Je ne perdrai pas (負けられない, Make Rarenai) - Niveau 14 - Applis magiques (魔法アプリ, Mahō Apuri) - Niveau 15 - Résultats de l'entraînement (修行の成果, Shugyō no Seika) - Niveau 16 - Le chasseur d'immortels aveugle (盲目の不死狩り, Mōmoku no Fushigari) - Niveau 17 - L'assaut des assassins (刺客襲来, Shikaku Shūrai) |                   |                   |                   |                   |
| 3 | 17 juin 2014      | 978-4-06-395085-4 | 3 décembre 2014   | 978-2-8116-1614-4 |
| Personnages en couverture (de gauche à droite) : Tôta, Karin, KurômaruListe des chapitres : - Niveau 18 - On est amis, pas vrai ? (友達だよね？, Tomodachida Yo Ne?) - Niveau 19 - Je dois le faire (やるしかない, Yaru Shika Nai) - Niveau 20 - La sainte d'acier (鋼鉄の聖女, Kōtetsu no Seijo) - Niveau 21 - Le retour de Tôta (刀太復活, Tōta Fukkatsu) - Niveau 22 - Nous qui n'avons rien (ないもの同士, Nai Mono Dōshi) - Niveau 23 - Tôta VS Kaito (刀太VS灰斗, Tōta VS Kaito) - Niveau 24 - Magia Erebea (闇の魔法(マギア・エレベア), Magia Erebea) - Niveau 25 - Agripper toute la planète (世界を掴む, Sekai o Tsukamu) - Niveau 26 - Karin en danger (夏凛の危機, Karin no Kiki) - Niveau 27 - Tōta VS Nagumo (刀太VS南雲, Tōta VS Nagumo) - Niveau 28 - L'arrivée des autres membres ! (ナンバーズ、来る！, Nanbāzu, kitaru!) |                   |                   |                   |                   |
| 4 | 17 septembre 2014 | 978-4-06-395085-4 | 4 mars 2015       | 978-2-8116-1841-4 |
| Personnages en couverture (de gauche à droite) : Ikkû, Kirié, Kurômaru, TôtaListe des chapitres : - Niveau 29 - La puissance des Numéros (ナンバーズ達の実力, Nanbāzu-tachi no Jitsuryoku) - Niveau 30 - Après la bataille (戦いの後には, Tatakai no Ato ni wa) - Niveau 31 - Un nouveau Numéro (新たなナンバーズ, Aratana Nanbāzu) - Niveau 32 - La vraie nature de Kirié Sakurame (桜雨キリヱの正体, Sakurame Kirie no Shōtai) - Niveau 33 - Reset OK ! (リセットOK!, Risetto OK!) - Niveau 34 - Le retour de l'assassin flippant ! (キモ刺客、再び！, Kimo Shikaku, Futatabi!) - Niveau 35 - Un futur à éviter (避けるべき未来, Sakerubeki Mirai) - Niveau 36 - Le plan de Kirié ! (切り絵の秘策...!, Kirie no Hisaku...!) - Niveau 37 - Fate Averruncus (フェイト・アーウェルンクス, Feito Auerunkusu) - Niveau 38 - Application du plan ! (作戦決行!!, Sakusen Kekkō!!) - Niveau 39 - Le combat continue ! (戦闘続行!!, Sentō zokkō!!) - Niveau 40 - Ce moment précis (あの時, Ano Toki)                                               |                   |                   |                   |                   |
| 5 | 17 décembre 2014  | 978-4-06-395269-8 | 3 juin 2015       | 978-2-8116-2279-4 |
| Personnages en couverture (de gauche à droite) : Kurômaru, Santa, Tôta Personnages au verso (de gauche à droite) : Karin, Ikkû, KiriéListe des chapitres : - Niveau 41 - Retrouvailles (20年目の邂逅, 20-Nen-me no Kaikō) - Niveau 42 - Fate vous répond (フェイトへの質問, Feito e no Shitsumon) - Niveau 43 - Mission infiltration (潜入捜査, Sennyū Sōsa) - Niveau 44 - La loi du campus (学園都市のルール, Gakuen Toshi no Rūru) - Niveau 45 - Meurtres en série (連続殺人, Renzoku Satsujin) - Niveau 46 - Psychokinésie (超能力者, Chōnōryoku-sha) - Niveau 47 - Psychokinésiste contre immortels (能力者VS.不死者, Chōnōryoku-sha VS. Fushisha) - Niveau 48 - Plaisants souvenirs (楽しい記憶, Tanoshii Kioku) - Niveau 49 - La vérité sur les faits (事件の真相, Jiken no Shinsō) - Niveau 50 - La vraie coupable (真犯人, Shinhannin) - Niveau 51 - Sayoko et Santa (小夜子と三太, Sayoko to Santa) |                   |                   |                   |                   |
| 6 | 17 mars 2015      | 978-4-06-395349-7 | 16 septembre 2015 | 978-2-8116-2546-7 |
| Personnages en couverture (de gauche à droite) : Ikkû, Kirié, Tôta Personnages au verso (de gauche à droite) : Karin, Kurômaru, Santa, SayokoListe des chapitres : - Niveau 52 - Peur sur la ville (襲われた街, Osowareta Machi) - Niveau 53 - Une lueur d'espoir (希望はやって来る, Kibō wa Yattekuru) - Niveau 54 - Zombification (ゾンビ化, Zonbi-ka) - Niveau 55 - Adieu (さようなら, Sayōnara) - Niveau 56 - Sayoko et Santa (小夜子と三太, Sayoko to Santa) - Niveau 57 - La lutte s'intensifie (戦闘激化, Sentō Gekika) - Niveau 58 - Pouvoirs et combat aérien (能力×空中戦, Nōryoku × Kūchū-sen) - Niveau 59 - Quand on est amis (盟友として, Meiyū to Shite) - Niveau 60 - La fin de tout (全て終わり, Subete Owari) - Niveau 61 - Les tourments de Kurômaru (九郎丸の苦悩, Kurōmaru no Kunō) - Niveau 62 - Plus on est de fous, plus on rit (一層賑やかに, Issō Nigiyaka ni) |                   |                   |                   |                   |
| 7 | 17 juin 2015      | 978-4-06-395421-0 | 16 décembre 2015  | 978-2-8116-2700-3 |
| Personnages en couverture (de gauche à droite) : Yukihime, Mana Personnages au verso (de gauche à droite) : Fate, Nagi, Negi, TôtaListe des chapitres : - Niveau 63 - Une fille super balèze (とんでもなく強ぇ姉ちゃん, Tondemonaku Tsuee Nēchan) - Niveau 64 - Le tournoi de Mahora (まほら武道会, Mahora Budōkai) - Niveau 65 - Negi Springfield (ネギ・スプリングフィールド, Negi Supuringufīrudo) - Niveau 66 - Mettre un mot sur la relation (関係の名前, Kankei no Namae) - Niveau 67 - Fugue en Tôta mineur (私は家から離れて実行した場合は？, Watashi wa ie kara hanarete jikkō shita baai wa?) - Niveau 68 - Les éliminatoires (予備, Yobi) - Niveau 69 - Applis, mode d'emploi (アプリ使用, Apuri Shiyō) - Niveau 70 - Attaque surprise (襲撃者, Shūgekisha) - Niveau 71 - La vérité sur Tôta (刀太の真実, Tōta no Shinjitsu) - Niveau 72 - Amitié (仲間思い, Nakama Omoi) - Niveau 73 - Prise de conscience (認識, Ninshiki) - Niveau 74 - Un cauchemar évité de justesse (悪夢の回避, Akumu no Kaihi)                           |                   |                   |                   |                   |
| 8 | 17 septembre 2015 | 978-4-06-395421-0 | 16 mars 2016      | 978-2-8116-2634-1 |
| Personnages en couverture (de gauche à droite) : Tôta, Evangeline Personnages au verso (de gauche à droite) : Santa, Kirié, Kurômaru, DanaListe des chapitres : - Niveau 75 - Qualifications (トーナメント戦, Tōnamento-sen) - Niveau 76 - Ennemi d'hier, maître aujourd'hui (昨日の敵は今日の師, Kinō no Teki wa Kyō no Shi) - Niveau 77 - Puissance aristocratique (貴族の強さ, Kizoku no Tsuyosa) - Niveau 78 - Yukihime et la sorcière des failles (狭間の魔女と雪姫, Hazama no Majo to Yukihime) - Niveau 79 - Entraînement spartiate (スパルタ修行, Suparuta Shugyō) - Niveau 80 - Un pas en avant (一歩前進, Ippo Zenshin) - Niveau 81 - Le but de l'entraînement (修行の意味, Shugyō no Imi) - Niveau 82 - Chacun sa galère (苦難すべての周り, Kunan subete no mawari) - Niveau 83 - La princesse endormie (眠り姫, Nemuri Hime) - Niveau 84 - L'espoir et la fatalité de Kitty (キティの希望と絶望, Kiti no Kibō to Zetsubō) - Niveau 85 - Toutes ces années sans toi (何年過ぎても会いたかった, Nannen Sugite mo Aitakatta)       |                   |                   |                   |                   |
| 9 | 17 décembre 2015  | 978-4-06-395563-7 | 15 juin 2016      | 978-2-8116-2635-8 |
| Personnage en couverture : Evangeline Personnage au verso : TôtaListe des chapitres : - Niveau 86 - Rapprochement, éloignement (縮まったり遠のいたり, Chijimattari Tōnoitari) - Niveau 87 - Pour tenir ma promesse (約束を果たすため, Yakusoku wo Hatasu Tame) - Niveau 88 - Exploser et rembobiner (キリヱの能力、炸裂。, Kirie no Nōryoku, Sakuretsu.) - Niveau 89 - Comment vaincre un ennemi trop fort pour soi (強すぎる敵の倒し方, Tsuyosugiru Teki no Taoshi-kata) - Niveau 90 - Les résultats de l'entraînement (修行の成果, Shugyō no Seika) - Niveau 91 - Une embûche ne vient jamais seule (一難倒して、また一難, Ichinan Taoshite, Mata Ichinan) - Niveau 92 - Surprenantes retrouvailles (驚きの再会, Odoroki no Saikai) - Niveau 93 - Rencontre dans le passé (過去で会えたら, Kako de Aetara) - Niveau 94 - À la poursuite d'une ombre (追い求める影, Oimotomeru Kage) - Niveau 95 - Arrivées turbulentes (騒がしさがやって来る, Sawagashisa ga Yattekuru) - Niveau 96 - Le cri du cœur de Tôta (刀太の叫び, Tōta no Sakebi) |                   |                   |                   |                   |
| 10 | 17 mars 2016      | 978-4-06-395620-7 | 21 septembre 2016 | 978-2-8116-2893-2 |
| Personnages en couverture (de gauche à droite) : Mizore, Tôta, KiriéListe des chapitres : - Niveau 97 - Invitée surprise (突然のお客様, Totsuzen no Okyaku-sama) - Niveau 98 - Soyez la bienvenue ! (いらっしゃいませ、お客様, Irasshaimase, Okyaku-sama) - Niveau 99 - Luttes acharnées (熱戦・激戦, Nessen - Gekisen) - Niveau 100 - Bataille dans le plus simple appareil (裸の突き合い, Hadaka no Tsukiai) - Niveau 101 - Les états d'âme de Kurômaru (九郎丸くんの苦労, Kurōmaru-kun no Kurō) - Niveau 102 - Kurômaru version fille (女装九郎丸、デートする, Josō Kurōmaru, Dēto suru) - Niveau 103 - Protéger ou être protégé ? (守りたい？ 守られたい？, Mamoritai? Mamoraretai?) - Niveau 104 - Pas de panique, pas d'imprudence (焦りと油断、禁物, Aseri to Yudan, Kinmotsu) - Niveau 105 - Seuls dans le temps suspendu (時間停止で２人きり, Jikan Teishi de Futari kiri) - Niveau 106 - Je peux dormir avec toi ? (一緒に寝て, Issho ni Nete) - Niveau 107 - Laisse-moi te dire un mot (一言申す, Hitokoto Mousu)                |                   |                   |                   |                   |
| 11 | 15 juillet 2016   | 978-4-06-395712-9 | 14 décembre 2016  | 978-2-8116-3079-9 |
| Liste des chapitres : - Niveau 108 - Je suis un libertin ! (チャラ男出現, Chara-o Shutsugen) - Niveau 109 - Le danger d'être trop franc (素直は危険, Sunao na Kiken) - Niveau 110 - La déclaration de Yukihime (雪姫の告白, Yukihime no Kokuhaku) - Niveau 111 - En route pour le tournoi de Mahora (まほら武道会会場入り, Mahora Budōkai Kaijō-iri) - Niveau 112 - Les élèves de la 3-A du collège Mahora (麻帆良学園３－Ａの生徒達, Mahora Gakuen 3-A Seito-tachi) - Niveau 113 - Enlevé de force (強引にいきましょう, Gōin ni Ikimashō) - Niveau 114 - Pour Negi (ネギのために, Negi no Tame ni) - Niveau 115 - Arrêter de penser, Arrêter tout... (思考停止。色々停止, Jikō Teishi, Iroiro Teishi) - Niveau 116 - La solution (解決法, Kaiketsuhō) - Niveau 117 - Condition d'activtion (発動条件は。, Hatsudō Jōken wa.) - Niveau 118 - L'identité de l'ennemie (敵方の正体, Tekigata no Shōtai) |                   |                   |                   |                   |
| 12 | 17 novembre 2016  | 978-4-06-397002-9 | 15 mars 2017      | 978-2-8116-3269-4 |
| Liste des chapitres : - Niveau 119 - Qu'y a-t-il entre Tôta et Kirié ? (刀太とキリヱはどっちなの？, Tōta to Kirie wa Docchi na no?) - Niveau 120 - Combat à trois sur un speeder (スピーダーで三つ巴, Supīdā de Mitsu-domoe) - Niveau 121 - Mise à nu sur un speeder (スピーダーですぽぽぽん, Supīdā desu Popopon) - Niveau 122 - Le bien-aimé de Mizore ! (みぞれの想い人ですもの！, Mizore no Omoi Hito desu mono!) - Niveau 123 - Les souhaits des trois Tôta ! (三つの刀太の願い！, Mittsu no Tōta no Negai!) - Niveau 124 - Dernière ligne droite ! (そうやって決まります！！, Sou Yatte Kimarimasu!!) - Niveau 125 - Cutlass la manipulatrice du temps (時間停止能力者・カトラス, Jikan Teishi Nōryoku-sha - Katorasu) - Niveau 126 - Le commencement de tout (すべては始まり, Subete wa Hajimari) - Niveau 127 - Comment ça va, depuis le temps ? (お久しぶりです, O-Hisashiburi desu) - Niveau 128 - On fait partie du clan UQ Holder ! (我ら UQ HOLDER!, Warera Yūkyū Horudā!)                                                     |                   |                   |                   |                   |
| 13 | 7 avril 2017      | 978-4-06-395908-6 | 5 juillet 2017    | 978-2-8116-3331-8 |
| Liste des chapitres : - Niveau 129 - Tôta et Negi (刀太とネギ, Tōta to Negi) - Niveau 130 - Attaques retorses (卑劣な攻撃, Hiretsu na Kōgeki) - Niveau 131 - Le souhait et la stratégie de la princesse (姫御子の願いと策, Himiko no Negai to Saku) - Niveau 132 - Le plan pour sauver Negi (ネギ救出作戦, Negi Kyūshutsu Sakusen) |                   |                   |                   |                   |
| 14 | 8 septembre 2017  | 978-4-06-510179-7 | 29 novembre 2017  | 978-2-8116-3740-8 |
| Liste des chapitres : - Niveau 133 - 37 longues secondes (長き37秒, Nagaki 37-byō) - Niveau 134 - Ça faisait longtemps (久しぶり, Hisashiburi) - Niveau 135 - Jinbei sème la panique ! (甚兵衛の能力炸裂パニック！, Jinbee no Nōryoku Sakuretsu Panikku!) - Niveau 136 - Entrons de plain-pied dans l'âge adulte (オトナの階段を駆け上がれ, Otona no Kaidan o Kakeagare) |                   |                   |                   |                   |
| 15 | 11 novembre 2017  | 978-4-06-510380-7 | 21 mars 2018      | 978-2-8116-3932-7 |
| Liste des chapitres : - Niveau 137 - Résolution d'autrefois (あの日の決意, Ano Hi no Ketsui) - Niveau 138 - Déclaration héroïque (決死の告白, Kesshi no Kokuhaku) - Niveau 139 - Retrouvailles entre le père et le fils (父と息子の邂逅, Chichi to Musuko no Kaigō) - Niveau 140 - Ultime combat contre Yolda (ヨルダとの決着, Yoruda no Kecchaku) |                   |                   |                   |                   |
| 16 | 9 mars 2018       | 978-4-06-511061-4 | 11 juillet 2018   | 978-2-8116-4138-2 |
| Liste des chapitres : - Niveau 141 - Vers notre rêve (夢に向かって, Yume ni Mukatte) - Niveau 142 - La créature née de la haine (憎しみから生まれたもの, Nikushimi kara Umareta Mono) - Niveau 143 - Avec une force surhumaine (人間以上の力をもって, Ningen Ijō no Chikara wo Motte) - Niveau 144 - Opération de sauvetage de 10 000 personnes (１万人救出作戦, Ichiman-nin Kyūshutsu Sakusen) |                   |                   |                   |                   |
| 17 | 8 juin 2018       | 978-4-06-511572-5 | 21 novembre 2018  | 978-2-8116-4399-7 |
| Liste des chapitres : - Niveau 145 - Un million, mille personnes... ou Kirié ? (百万人か。千人か。キリヱか。, Hyakuman-nin ka. Sen-nin ka. Kirie ka.) - Niveau 146 - Dépenser toutes ses vies (命の残機、放出, Inochi no Zanki, Hōshutsu) - Niveau 147 - Memory (メモリー, Memorī) - Niveau 148 - À la croisée des destinées (運命の分かれ道, Unmei no Wakare Michi) |                   |                   |                   |                   |
| 18 | 9 octobre 2018    | 978-4-06-512985-2 | 20 mars 2019      | 978-2-8116-4602-8 |
| Liste des chapitres : - Niveau 149 - Le héros sauveur du monde (世界を救う英雄は, Sekai wo Sukuu Eiyū wa) - Niveau 150 - Décision et séparation (選択とは、分かれ道, Sentaku to wa, Wakare Michi) - Niveau 151 - Déclaration (告白します, Kokuhakushimasu) - Niveau 152 - L'amour de Dieu (神の愛, Kami no Ai) |                   |                   |                   |                   |
| 19 | 8 février 2019    | 978-4-06-513866-3 | 3 juillet 2019    | 978-2-8116-4869-5 |
| Liste des chapitres : - Niveau 153 - Les magiciens (魔法使い共, Mahōtsukai-domo) - Niveau 154 - La naissance de la reine du mal (魔王誕生の軌跡, Maō Tanjō no Kiseki) - Niveau 155 - Tenir tête à dieu (神と意地の張り合い, Kami to Iji no Hariai) - Niveau 156 - Trois heures interminables (永い永い３時間, Nagai Nagai 3-jikan) |                   |                   |                   |                   |
| 20 | 7 juin 2019       | 978-4-06-515302-4 | 20 novembre 2019  | 978-2-8116-5030-8 |
| Liste des chapitres : - Niveau 157 - La première cible (最初の獲物, Saisho no Tāgetto) - Niveau 158 - Le numéro 8 (ナンバー８, Nanbā 8) - Niveau 159 - Le dernier atout (切り札の正体, Kirifuda no Tane) - Niveau 160 - UQ Holder VS UQ Holder (UQホルダーvs.UQホルダー, UQ Horudā vs. UQ Horudā) |                   |                   |                   |                   |
| 21 | 9 octobre 2019    | 978-4-06-517154-7 | 18 mars 2020      | 978-2-8116-5319-4 |
| Liste des chapitres : - Niveau 161 - L'étendue de sa puissance (強さの底, Tsuyosa no Soko) - Niveau 162 - Transfert (イレカエ, Irekae) - Niveau 163 - Entre camarade immortels (不死人同士, Fushibito Dōshi) - Niveau 164 - Assemblée (結集, Kesshū) |                   |                   |                   |                   |
| 22 | 7 février 2020    | 978-4-06-518165-2 | 2 septembre 2020  | 978-2-8116-5548-8 |
| Liste des chapitres : - Niveau 165 - J'aime l'humanité (人間が好き, Ningen ga Suki) - Niveau 166 - Banquet (祝杯, Shukuhai) - Niveau 167 - Nouvelle Ostia (新オスティア, Shin Osutia) - Niveau 168 - Formes de bonheur (幸せのかたち, Shiawase no Katachi) |                   |                   |                   |                   |
| 23 | 9 juillet 2020    | 978-4-06-519302-0 | 17 février 2021   | 978-2-8116-5769-7 |
| Liste des chapitres : - Niveau 169 - Les chasseurs d'immortels (不死狩り, Fushigari) - Niveau 170 - Exorcisme anti-immortalité (不死祓い, Fushi-barai) - Niveau 171 - Le monstre d'immortalité (不死の怪物, Fushi no Kaibutsu) - Niveau 172 - Le sabre sacré des chasseurs d'immortels (不死狩りの神刀, Fushigari no Shintō) |                   |                   |                   |                   |
| 24 | 9 novembre 2020   | 978-4-06-521109-0 | 16 juin 2021      | 978-2-8116-6058-1 |
| Liste des chapitres : - Niveau 173 - Entraînement infernal (地獄の特訓, Jigoku no Tokkun) - Niveau 174 - Mizore et Shinobu (みぞれとしのぶ, Mizore to Shinobu) - Niveau 175 - 2131 (2131年, 2131-nen) - Niveau 176 - Douleur (痛み, Itami) |                   |                   |                   |                   |
| 25 | 9 mars 2021       | 978-4-06-522658-2 | 20 octobre 2021   | 978-2-8116-6376-6 |
| Liste des chapitres : - Niveau 177 - Le dernier (最後の一人, Saigo no Hitori) - Niveau 178 - Un retard de 40 ans (40年の遅刻, 40-nen no Chikoku) - Niveau 179 - Le cercle Akashique (アカシャの天輪, Akasha no Tenwa) - Niveau 180 - Retrouvailles (再会, Saikai) |                   |                   |                   |                   |
| 26 | 9 juillet 2021    | 978-4-06-524005-2 | 16 mars 2022      | 978-2-8116-6531-9 |
| Liste des chapitres : - Niveau 181 - La vérité d'il y a 45 ans (45年前の真相, 45-Nen mae no Shinsō) - Niveau 182 - Aux confins du vide (虚空の果て, Kokū no Hate) - Niveau 183 - La bataille du collège mahora (麻帆良学園の闘い, Mahoragakuen no Tatakai) - Niveau 184 - Le cas de Kirié (キリエの場合, Kirie no Baai) |                   |                   |                   |                   |
| 27 | 9 novembre 2021   | 978-4-06-525939-9 | 13 juillet 2022   | 978-2-8116-6730-6 |
| Liste des chapitres : - Niveau 185 - Lancement de l'opération (作戦決行, Sakusen kekkō) - Niveau 186 - Le monde de Gengoro (ゲンゴロウの世界線, Gengorō no sekai-sen) - Niveau 187 - Un monde parfait (完全なる世界, Kanzen'naru sekai) - Niveau 188 - Ce qui j'aurais voulu voir (見たかった景色, Mitakatta keshiki) |                   |                   |                   |                   |
| 28 | 9 mars 2022       | 978-4-06-527262-6 | 16 novembre 2022  | 978-2-8116-6964-5 |
| Liste des chapitres : - Niveau 189 - Cosmo Entelecheia (完全なる世界(コズモエンテレケイア), Kanzen'naru sekai) - Niveau 190 - La bataille finale (最終決戦, Saishū kessen) - Niveau 191 - Vers demain (明日へ, Ashita e) - Niveau 192 - Par-delà l'espace et le temps () |                   |                   |                   |                   |

## Anime
Une adaptation en anime est annoncée en juin 2016 dans le 30e numéro de 2016 du Weekly Shōnen Magazine,, révélée plus tard comme une série télévisée et un OAD. Celle-ci est réalisée au sein du studio J. C. Staff par Youhei Suzuki, Akamatsu lui-même rédige le scénario de la série aux côtés de Shogo Yasukawa et EGG FIRM la produit; les doubleurs de la série d'animation d'origine Negima! reviennent également. L'OAD sort le 8 septembre 2017, tandis que la série télévisée est diffusée pour la première fois entre le 2 octobre et le 18 décembre 2017. Dans les pays francophones, la série est diffusée en simulcast par Wakanim. Yuka Takakura, Yūki Hirose, Ai Kayano, Yui Ogura, Sayaka Harada et Akari Kitō réinterprètent l'opening Happy ☆ Material et réalisent l'ending Steady→Go!!.

### Liste des épisodes
| No  | Titre français                          | Titre japonais                   | Titre japonais                             | Date de 1re diffusion |
| No  | Titre français                          | Kanji                            | Rōmaji                                     | Date de 1re diffusion |
| --- | --------------------------------------- | -------------------------------- | ------------------------------------------ | --------------------- |
| OAD | Premier amour                           | amor primus〜初恋〜              | amor primus -hatsukoi-                     | 8 septembre 2017      |
| 1   | La belle blonde et son protégé          | 美女と少年                       | Bijo to shōnen                             | 2 octobre 2017        |
| 2   | Se rencontrer dénudé, ça forge l'amitié | 裸で出会えば友達（ダチ）になる   | Hadaka de deaeba tomodachi (dachi) ni naru | 9 octobre 2017        |
| 3   | La citadelle des éternels               | 不死人たちの城                   | Fu shinin tachi no shiro                   | 16 octobre 2017       |
| 4   | L'assaut des assassins                  | 刺客襲来                         | Shikaku shūrai                             | 23 octobre 2017       |
| 5   | Magia Erebea, la magie des ténèbres     | 闇の魔法（マギア・エレベア）     | Magia Erebea                               | 30 octobre 2017       |
| 6   | Les déboires de Kurômaru                | 九郎丸は苦労する                 | Kurōmaru wa kurōsuru                       | 6 novembre 2017       |
| 7   | Reset and restart                       | リセット&リスタート              | Risetto ando risutāto                      | 13 novembre 2017      |
| 8   | Opération capture de Fate               | フェイト捕獲作戦                 | Feito hokaku sakusen                       | 20 novembre 2017      |
| 9   | Exercices en amour et en baignade       | 恋とお風呂の反復運動             | Koi to o furo no hanpuku undō              | 27 novembre 2017      |
| 10  | Bienvenue à l'académie Mahora           | 麻帆良学園へようこそ             | Mahora gakuen e yōkoso                     | 4 décembre 2017       |
| 11  | L'histoire de ses amours                | 彼女の恋の物語                   | Kanojo no koi no monogatari                | 11 décembre 2017      |
| 12  | Adeat ! Des sentiments éternels         | 来れ（アデアット）！尽きせぬ想い | Adeatto! Tsuki senu omoi                   | 18 décembre 2017      |

## Œuvres
Édition japonaise
1. 1 2  Tome 1
2. 1 2  Tome 2
3. 1 2  Tome 3
4. 1 2  Tome 4
5. 1 2  Tome 5
6. 1 2  Tome 6
7. 1 2  Tome 7
8. 1 2  Tome 8
9. 1 2  Tome 9
10. 1 2  Tome 10
11. 1 2  Tome 11
12. 1 2  Tome 12
13. 1 2  Tome 13
14. 1 2  Tome 14
15. 1 2  Tome 15
16. 1 2  Tome 16
17. 1 2  Tome 17
18. 1 2  Tome 18
19. 1 2  Tome 19
20. 1 2  Tome 20
21. 1 2  Tome 21
22. 1 2  Tome 22
23. 1 2  Tome 23
24. 1 2  Tome 24
25. 1 2  Tome 25
26. 1 2  Tome 26
27. 1 2  Tome 27
28. 1 2  Tome 28

Édition française
1. 1 2  Tome 1
2. 1 2  Tome 2
3. 1 2  Tome 3
4. 1 2  Tome 4
5. 1 2  Tome 5
6. 1 2  Tome 6
7. 1 2  Tome 7
8. 1 2  Tome 8
9. 1 2  Tome 9
10. 1 2  Tome 10
11. 1 2  Tome 11
12. 1 2  Tome 12
13. 1 2  Tome 13
14. 1 2  Tome 14
15. 1 2  Tome 15
16. 1 2  Tome 16
17. 1 2  Tome 17
18. 1 2  Tome 18
19. 1 2  Tome 19
20. 1 2  Tome 20
21. 1 2  Tome 21
22. 1 2  Tome 22
23. 1 2  Tome 23
24. 1 2  Tome 24
25. 1 2  Tome 25
26. 1 2  Tome 26
27. 1 2  Tome 27
28. 1 2  Tome 28